# Ritmo ultradiano

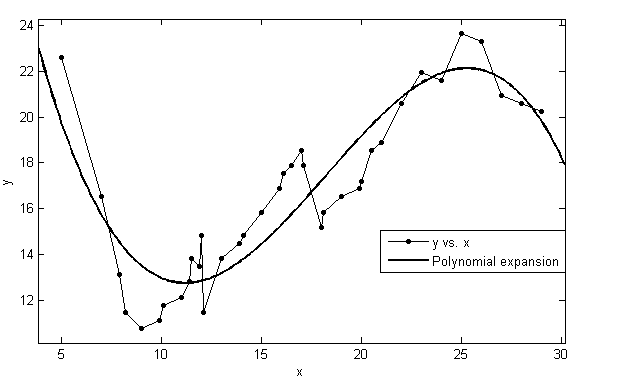
La expansión del ultradiano es medida por una tabla que muestra su potencia

El ritmo ultradiano, dentro de la cronobiología, denota actividades biológicas que ocurren en ciclos fisiológicos de 20 horas o menos. Suelen ser independientes de factores geofísicos, a excepción de los ritmos circamareales (periodo de 12 horas aproximadamente). Influyen en diversas conductas animales, tales como alimentación, movimiento y exploración, además de copulación, nivel atencional y aprendizaje. Su frecuencia en los mamíferos es proporcional a la tasa metabólica, e inversa a la edad del animal en cuestión. 
El término ultradiano descriptivo es usado en investigaciones del sueño para describir estados individuales de sueño que ocurren dentro de los intervalos del ciclo circadiano del organismo, y especialmente para referirse al ciclo ultradiano de 90-120 minutos del sueño humano.
Algunos de los ciclos ultradianos del cuerpo son la liberación de hormonas, ritmo cardíaco, ventilación pulmonar, termorregulación, dilatación de las narinas y el apetito. Este último involucra la liberación de neuropéptido Y (NPY) y liberación de hormona corticotropina (CRH), estimulando e inhibiendo los ritmos ultradianos del apetito.